# Oğulbeyli (İhsaniye)
 (juin 2014).
Oğulbeyli est un village dans le district de İhsaniye, province d'Afyonkarahisar, en Turquie.
| - OpenStreetMap Localisation du village. |

En 2011 sa population s’élève à 56 habitants dont 26 hommes et 30 femmes.